# Deutschordenskommende Koblenz

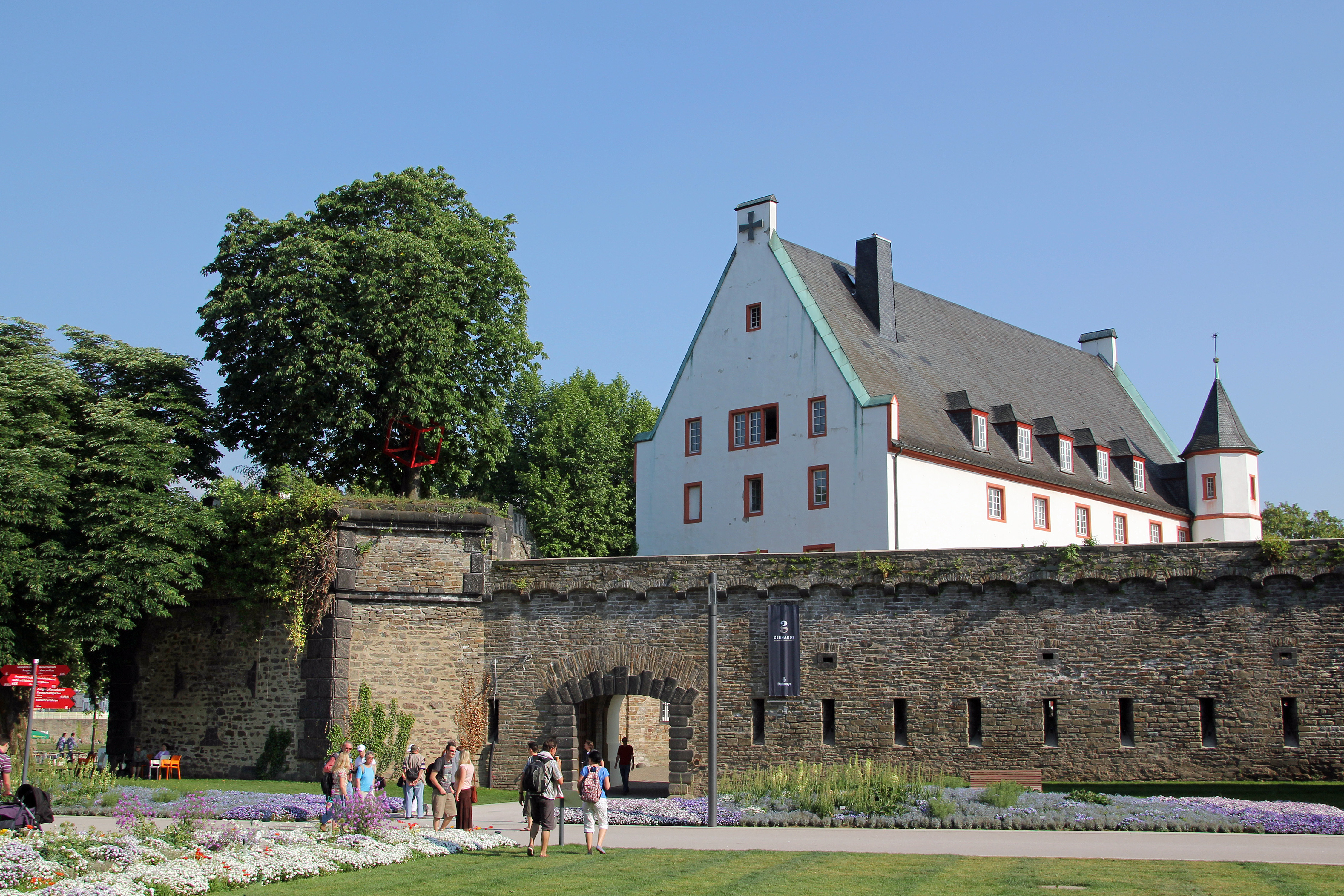
Das Deutschherrenhaus mit dem Kreuz des Deutschen Ordens (das eigentliche Deutsche Eck)

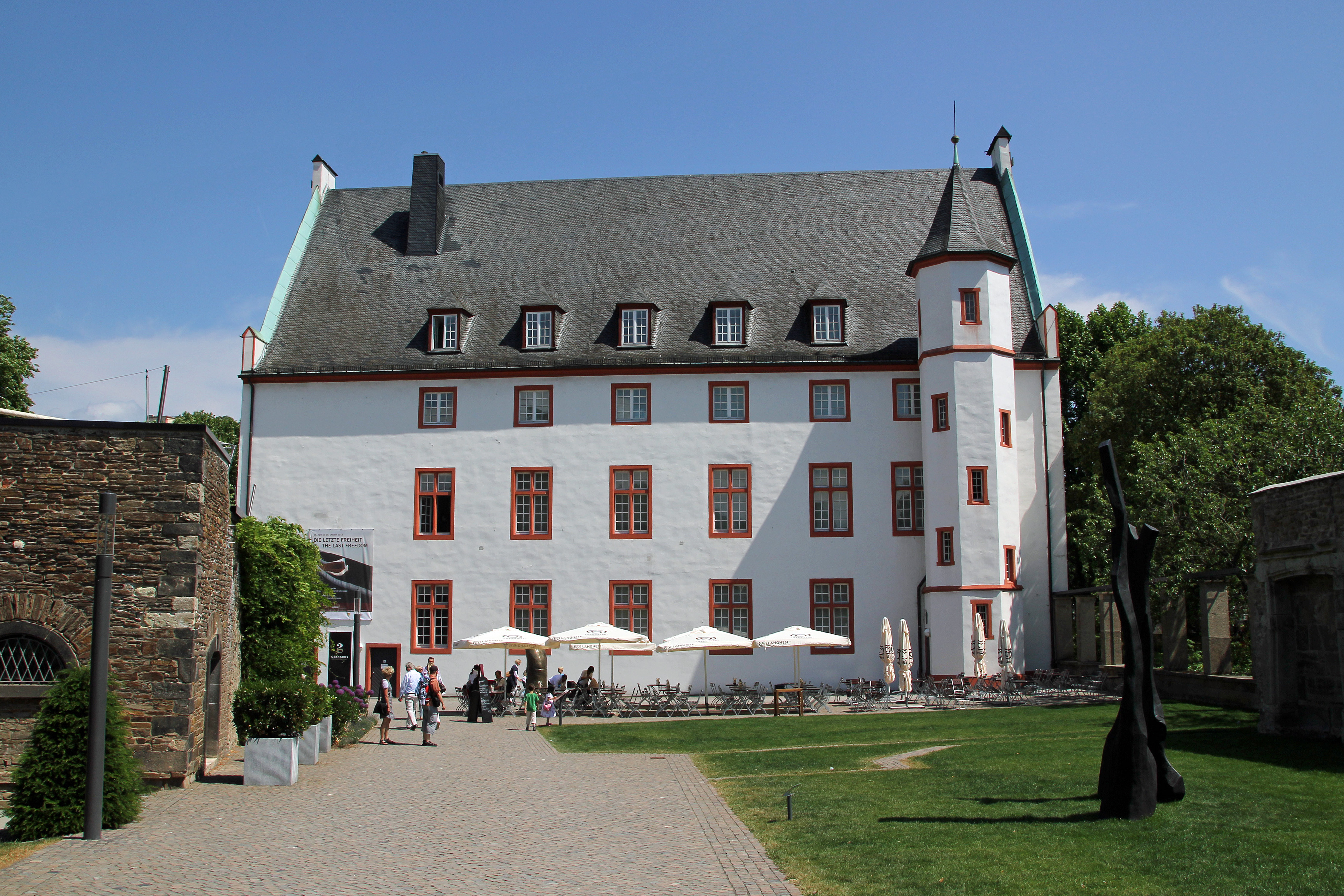
Der Rheinbau, heute Deutschherrenhaus, der ehemaligen Deutschordenskommende

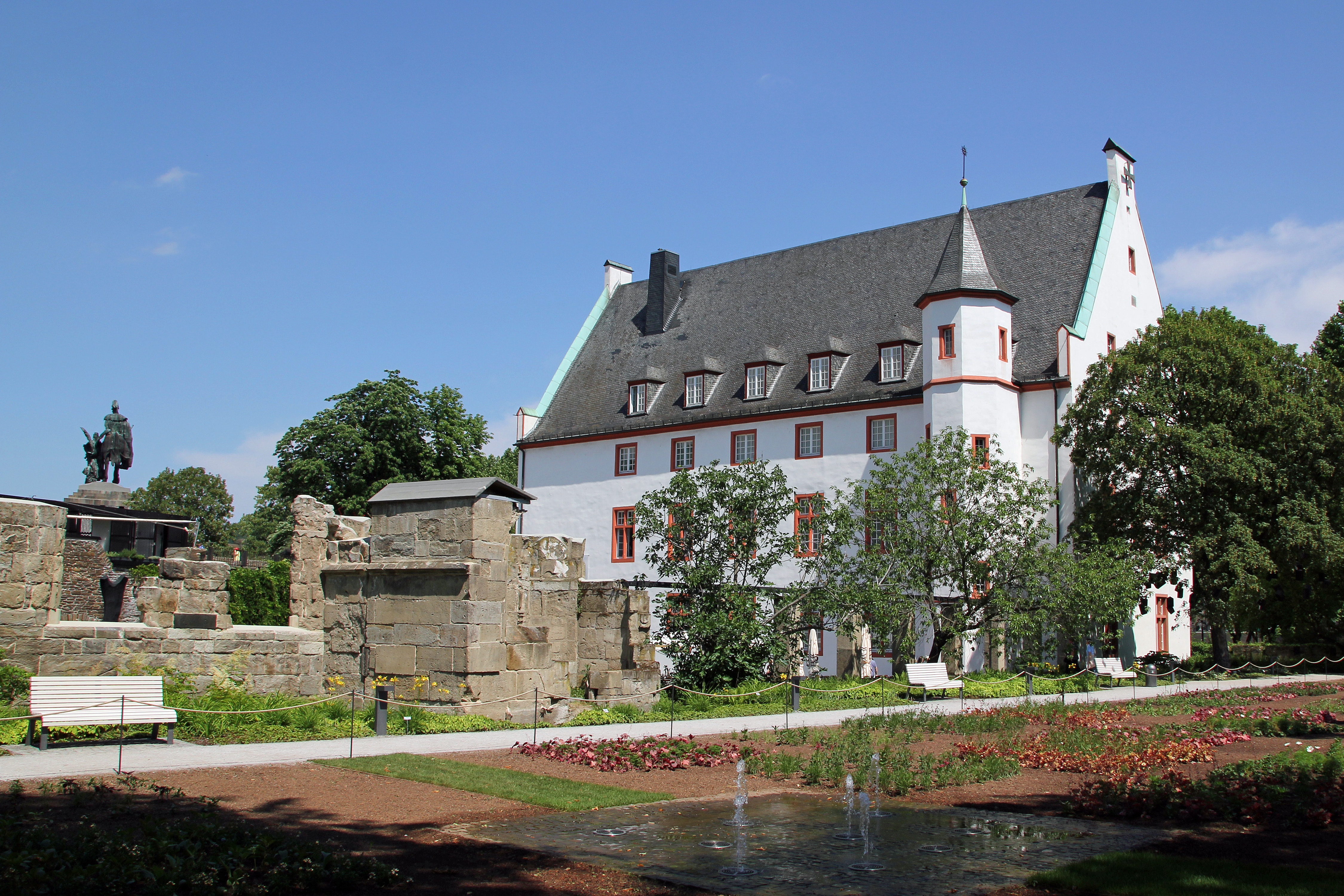
Das Deutschherrenhaus mit der Ruine der Kapelle links daneben

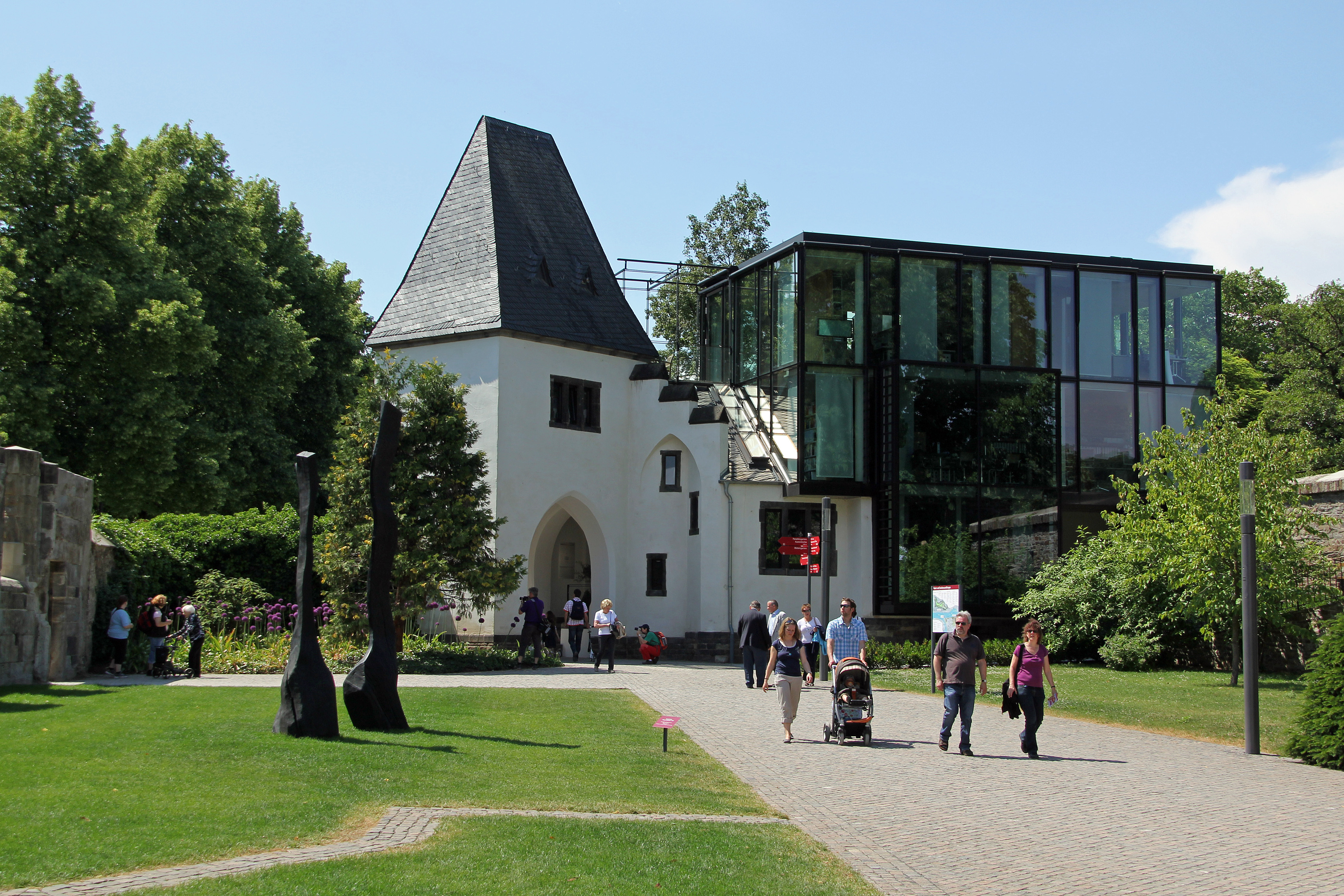
Der Torbau der ehemaligen Deutschordenskommende Koblenz

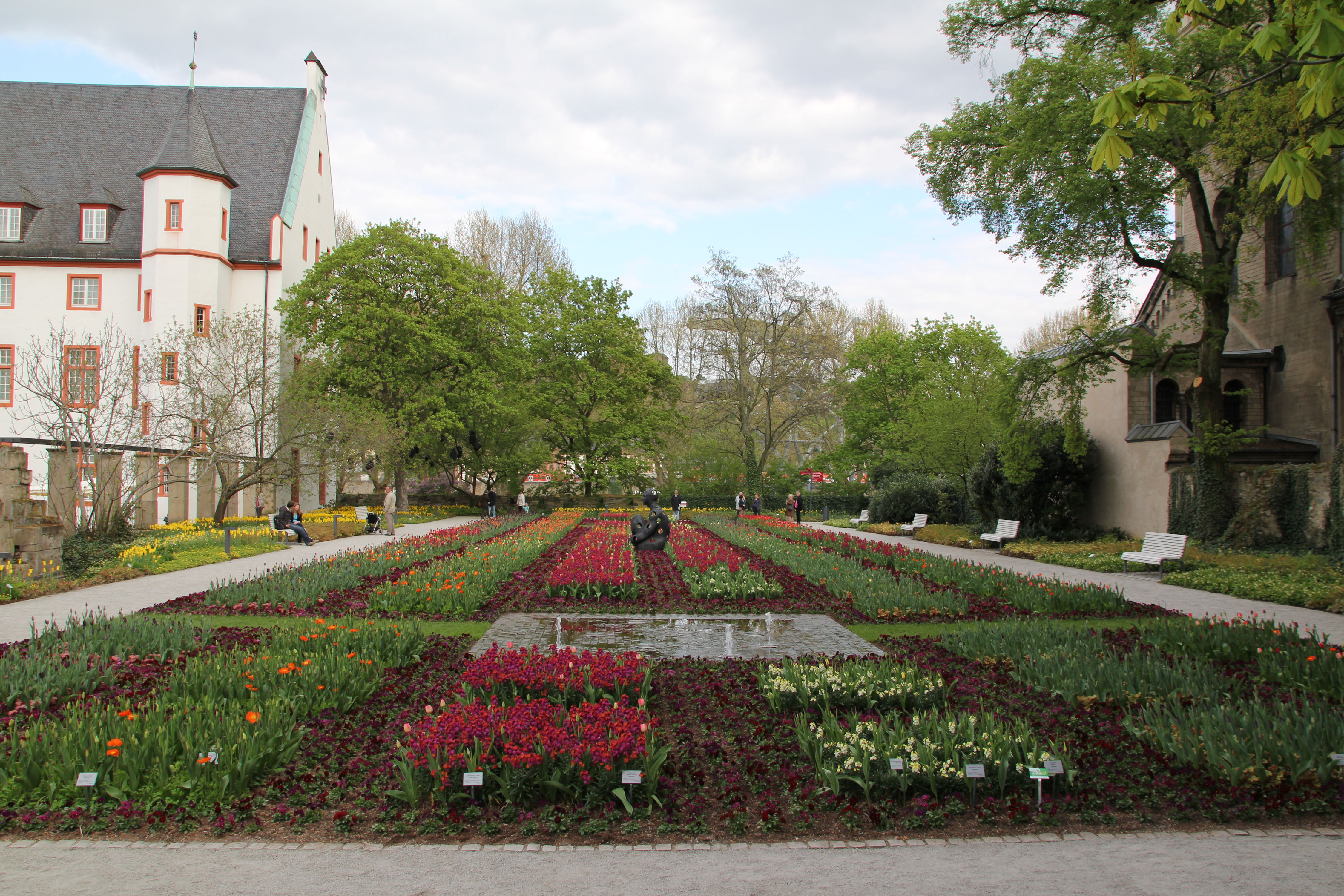
Der Blumenhof zur Bundesgartenschau 2011

Die Deutschordenskommende Koblenz war eine Niederlassung (Kommende) des Deutschen Ordens am Zusammenfluss von Mosel und Rhein in Koblenz, die im 15. Jahrhundert zur Kammerballei aufstieg. Die nur noch in Teilen erhalten gebliebene Anlage liegt heute zwischen dem Kaiser-Wilhelm-I.-Denkmal und der Basilika St. Kastor. Im Rheinbau, der heute Deutschherrenhaus genannt wird, ist das Ludwig Museum untergebracht.

## Geschichte
Die Deutschordenskommende in Koblenz war die erste Niederlassung des Deutschen Ordens im Rheinland und gehörte zu den wichtigsten Standorten im Westen. Erzbischof Theoderich von Wied rief 1216 die Ritter des Deutschen Ordens nach Koblenz und schenkte ihnen einen Teil des Geländes der Kastorkirche mitsamt dem am Florinstifts befindlichen St.-Nikolaus-Krankenhaus, welches in der darauffolgender Zeit zur Kastorkirche verlegt wurde. Eine Motivation für die Ansiedlung des Ordens war in dessen Eignung für die Krankenpflege zu sehen.
Unmittelbar an der Ecke, wo die Mosel in den Rhein fließt, entstand bald danach eine Deutschordensniederlassung. Mitte des 13. Jahrhunderts wuchs die Bedeutung des Ritterordens in der Stadt stark an und die Ordensanlage wurde mit Unterstützung der Trierer Erzbischöfe weiter ausgebaut. So sind auch Urkunden erhalten, die Schenkungen von verschiedenen Gütern in Frücht im Jahr 1309 datieren. Seit dieser Niederlassung des Deutschen Ordens trug diese Stätte zunächst die Bezeichnung „Deutscher Ordt“ und dann den Namen „Deutsches Eck“. Mit Bau des Kaiser-Wilhelm-I.-Denkmals im Jahre 1897 verlagerte sich der Name „Deutsches Eck“ vom Gelände der Deutschordensniederlassung auf das Areal des Denkmals.
Im 15. Jahrhundert stieg die Bedeutung der Deutschordensniederlassung weiter an, da sie Sitz einer von vier Kammerballeien wurde, die dem Hochmeister des Ordens direkt unterstellt waren. Die Ballei Koblenz besaß weit verstreuten Landbesitz, seit 1263 auch das Dorf und die Kirche in Elsen im heutigen Rhein-Kreis Neuss. Elsen war das einzige reichsunmittelbare Territorium im Besitz der Kammerballei Koblenz. Dadurch hatte der Landkomtur ein Mitspracherecht in den Organen des Heiligen Römischen Reichs Deutscher Nation. Die Gräfin Mechthild, Witwe des Grafen Heinrich III. von Sayn (1202–1246), vermachte nach dem Tode ihres Gatten die schon bestehende Pfarrei Waldbreitbach (Kreis Neuwied) dem Deutschen Orden. Nach 1313 gelangte die Kommende Breitbach in die Zuständigkeit des Komturs zu Horneck (am Neckar). Bis zu ihrer Auflösung im Jahr 1803 verblieb die Pfarrei sodann bei der Ballei Koblenz.
Der Landkomtur der Ballei Koblenz verlegte um 1600 seinen Sitz nach Köln zur dort seit 1218 bestehenden Kommende St. Katharina. 1619 ging das Schloss Morsbroich in den Besitz des Deutschen Ordens über und wurde nach 1794 zum alleinigen Sitz des Landkomturs.
Nachdem französische Revolutionstruppen Koblenz 1794 erobert hatten, wurde das linke Rheinufer grundlegend von den Franzosen reorganisiert. Das Einsetzen der Säkularisation ab 1802 bedeutete das Ende der kirchlichen Herrschaft und auch das Ende für die Deutschordenskommende in Koblenz. Sie wurde 1809 aufgelöst und in Privatbesitz verkauft. Nach der französischen Zeit und mit dem Bau der preußischen Festung Koblenz nahmen die Gebäude der Deutschordenskommende ab 1821 das Proviantmagazin auf. Dabei zerstörte man im Rheinbau die alte Raumaufteilung, um neue Decken zur Lagerung von Getreide einbauen zu können, auch die Gewölbe des Remters im Moselflügel wurden beseitigt. Im Zuge des Neubaus der Stadtbefestigung entstand an der Moselmündung vor dem Rheinbau der heute noch bestehende Kasemattenbau, der das Kreuz des Deutschen Ordens trägt.
Von 1897 bis 1941 beherbergte die ehemalige Anlage des Deutschen Ordens das preußische Staatsarchiv Koblenz. Der Rheinbau wurde zum Magazin mit damals modernen Einbauten aus Eisen umgestaltet, die übrigen Gebäude nahmen die Verwaltung des Archivs auf. Der ehemalige Remter im Moselflügel wurde rekonstruiert und diente als Bibliothek.
Im Zweiten Weltkrieg wurde die Anlage bei den Luftangriffen auf Koblenz 1944 weitgehend zerstört, die Bestände des Staatsarchivs hatte man glücklicherweise zuvor ausgelagert. Danach wurde 1952–54 nur der Rheinbau wieder aufgebaut und von der Straßenverwaltung genutzt. Äußerlich stellte man den früheren Zustand wieder her, das Innere wurde modern ausgebaut. Die Stadt Koblenz kaufte 1988 das Gebäude vom Land Rheinland-Pfalz und baute es von 1990 bis 1992 zum Ludwig Museum um. Im Jahr 2002 wurde auf den Ruinen des ehemaligen Archivdienerhauses ein modernes Gebäude errichtet. Während der Vorbereitung zur Ausrichtung der Bundesgartenschau 2011 – das Areal war Teil des Kernbereichs „Blumenhof am Deutschen Eck“ – wurden weitere Zeugnisse des Ritterordens freigelegt und gesichert.

## Bauten

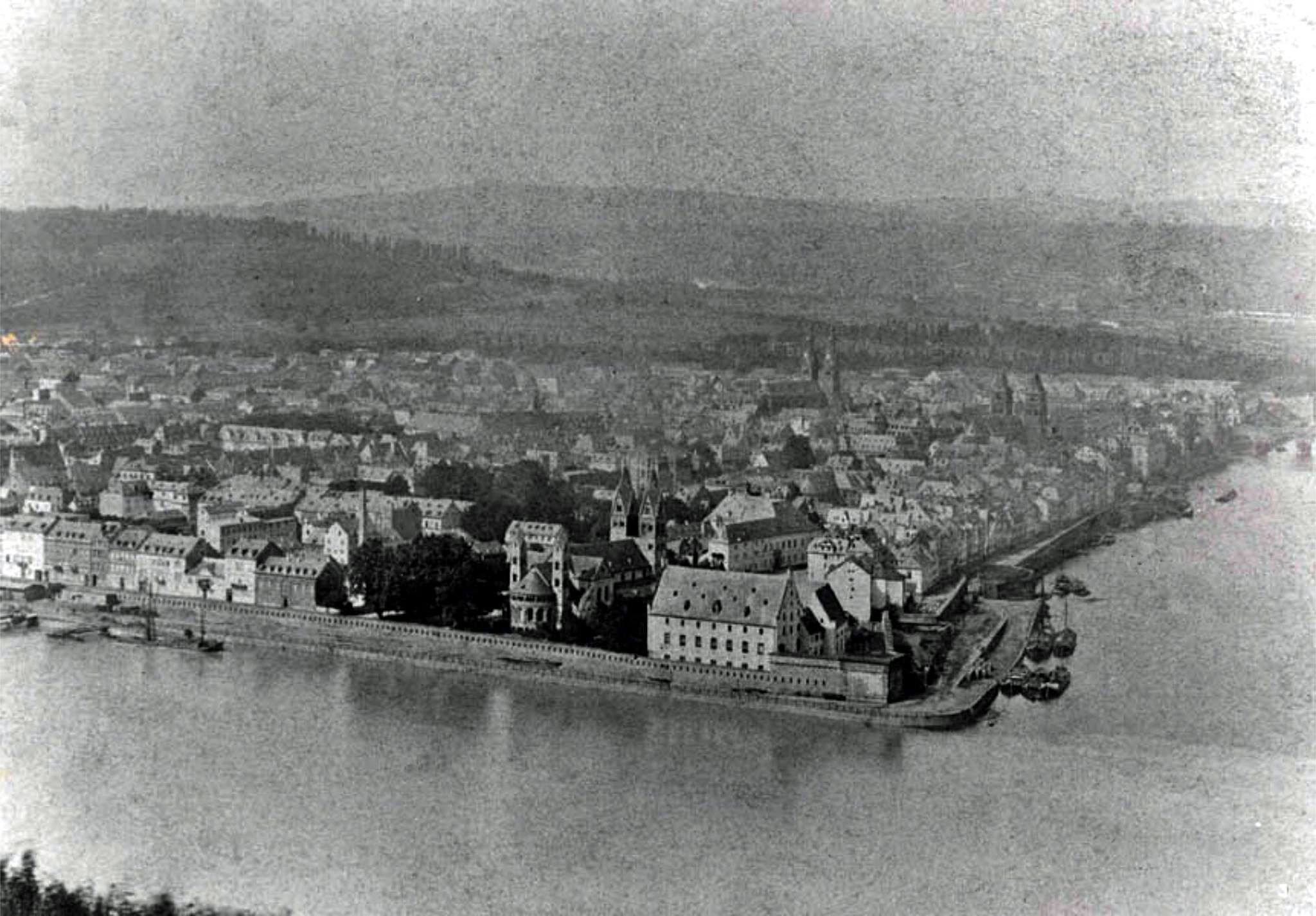
Das Areal der Deutschordenskommende Koblenz am Deutschen Eck vor dem Bau des Kaiser-Wilhelm-I.-Denkmals um 1875

Nach seiner Niederlassung in Koblenz 1216 konnte der Orden das Gelände seiner Niederlassung erst nach und nach erweitern; er übernahm daher teilweise ältere Bauten, die durch entsprechenden Umbau miteinander verbunden und umgestaltet wurden. Insbesondere der sogenannte Westbau und der Moselflügel enthielten Teile älterer Gebäude. Das Areal der Deutschordenskommende bestand zuletzt aus einem Hauptgebäude, dem Rheinbau (1279 errichtet) und mehreren Nebengebäuden, die sich hufeisenförmig um einen Hof gruppierten, der nach Süden offen war. Dazu kam eine am Westbau angegliederte Ordenskirche, die 1306 geweiht und 1811 abgebrochen wurde.
Infolge der Zerstörungen nach den Luftangriffen auf Koblenz von 1944 und der anschließenden Abrissarbeiten haben sich von den Wohn- und Hofgebäuden nur noch Teile erhalten. Wiederaufgebaut wurde der Ostflügel (ehemals Komturswohnung) an der Rheinseite. Dabei handelt es sich um einen dreigeschossigen Rechteckbau mit einem mehreckigen (im 19. Jahrhundert angefügten) Treppenturm an der Südwestecke und steilen Schildgiebeln. Vom Westflügel existiert noch das gewölbte Erdgeschoss der sog. Trotzenburg. Von der abgerissenen Deutschordenskirche besteht noch die Südwand mit prächtigen Gewölbekonsolen. An diese schloss sich südlich eine kleine gotische Kapelle (1354/1355 errichtet) an, die im Zweiten Weltkrieg zerstört wurde. Die Ruine, Teile der Außenmauern, wies in den 1960er-Jahren noch Spuren von Wandmalereien auf, die aber fast völlig verwitterten, weil keine Sicherungsmaßnahmen durchgeführt wurden. Das Portal in der westlichen, neben der Basilika St. Kastor gelegenen Begrenzungsmauer stammt von dem ehemaligen Waisenhaus (an der Stelle des preußischen Regierungsgebäudes, 1901 durch Brand zerstört), das unter Kurfürst Franz Ludwig von der Pfalz erbaut worden war. Der Blumenhof befindet sich hinter dem Hauptgebäude und ist heute, wie schon zur Zeit des Ordens, eine Gartenanlage.

## Kommenden der Kammerballei Koblenz

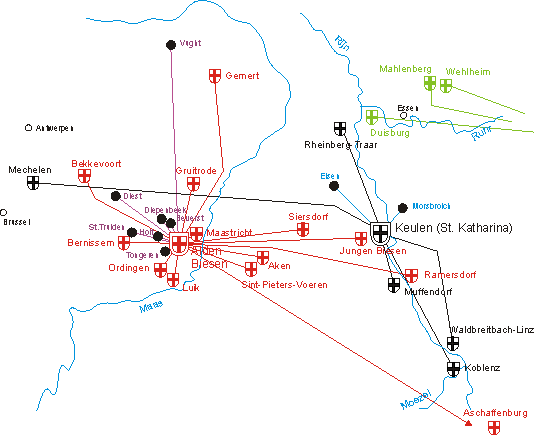
Kommenden und andere Besitzungen der Balleien Koblenz und Alden-Biezen im 18. Jahrhundert

Die folgenden Kommenden unterstanden der Kammerballei Koblenz:
- Kommende Koblenz (Hauptsitz)
- Kommende Beeck
- Kommende Berk
- Kommende Dieren
- Kommende Ibersheim, (ca. 1250 bis zum Verkauf 1465)
- Kommende Judenrode (Gürath), später: Kommende Elsen
- Kommende Herrenstrunden (Berg. Gladbach)
- Kommende Köln (St. Katharina)
- Kommende Muffendorf, (Bonn-Bad Godesberg)
- Kommende Pitsenburg (Mechelen)
- Kommende Rheinberg, Wesel
- Kommende Vier Ambachten (1235–1241)
- Kommende Waldbreitbach (seit 1602)

## Ludwig Museum

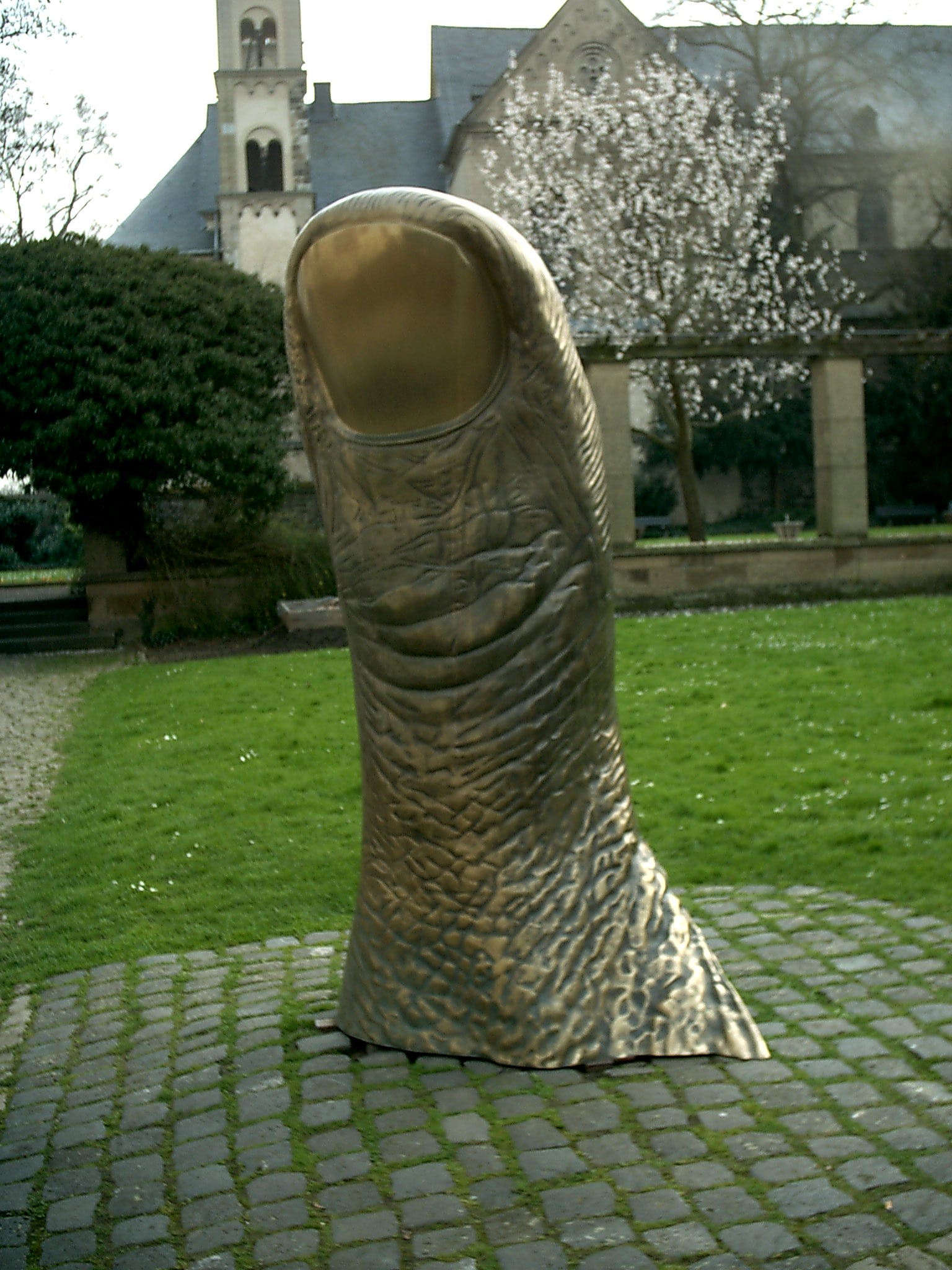
César: Le Pouce – Der Daumen, seit 1993 im Ludwig Museum, Leihgabe des Ludwig Forums

Das Ludwig Museum ist die fünfte vom Sammlerehepaar Peter und Irene Ludwig initiierte Kunstsammlung in Deutschland und wurde am 18. September 1992 mit der Ausstellung „Atelier de France“ eröffnet. Die Ausrichtung des Museums auf französische Kunst des 20. Jahrhunderts, vornehmlich der Entwicklungen nach 1945 bis hin zu aktuellen Positionen, ist in Deutschland einmalig.
Das Ludwig Museum nutzt neben seinen Ausstellungsräumen auf vier Etagen auch den angrenzenden „Blumenhof“, der sich als Ausstellungsfläche für markante dreidimensionale Arbeiten anbietet. Zu den Beständen des Museums gehören hier der „Daumen“ von César und die Installation „Stätte der Erinnerung und des Vergessens“ von Anne und Patrick Poirier, die diese Arbeit eigens zur Museumsgründung für diesen Ort entwickelt haben.

## Denkmalschutz
Die Anlage der ehemaligen Deutschordenskommende ist ein geschütztes Kulturdenkmal nach dem Denkmalschutzgesetz (DSchG) und in der Denkmalliste des Landes Rheinland-Pfalz eingetragen. Sie liegt in der Danziger Freiheit 1.
Seit 2002 ist die Anlage der ehemaligen Deutschordenskommende Teil des UNESCO-Welterbes Oberes Mittelrheintal.